# 쿠로코의 농구의 등장인물 목록
이 문서에서는《쿠로코의 농구》에서 등장한 인물과 캐릭터들을 서술한다.
※성우순은 VOMIC / 애니메이션 순

## 세이린 고교
쿠로코 테츠야 (일본어: 黒子 テツヤ)
성우 : 코시미즈 아미 / 오노 켄쇼
신장 : 168cm (중학교 1학년 시절에는 155cm) / 체중 : 57kg / 생일 : 1월 31일 / 혈액형 : A형
1학년 등번호 11 (테이코 중학교 시절에는 15)
세이린 고등학교 1학년이자 본 작품의 주인공으로, 존재감 없는 공기 캐릭터지만 “기적의 세대의 환상의 식스맨”이라고 불리는 멤버였다. 존재감이 지나치게 옅기 때문에 실생활은 물론이고 농구 코트 내에서도 거의 모든 사람이 쿠로코를 눈치채지 못하는데, 이러한 특징을 이용하여 사라지는 미스디렉션, 베니싱 드라이브와 팬텀슛이라는 기술로 플레이를 한다. 소식을 하는 편이고, 바닐라 쉐이크를 좋아한다. 독서가 취미로, 쉬는 날에는 도서관에 가는 것이 일상이다. 학력은 평균이지만, 취미가 독서이기에 국어 성적은 좋은 편이다.
신체적 능력은 그리 좋지 못하다. 자기 주장도 소극적으로, 큰 목소리를 낼 수 없으며, 모든 사람들에게 경어체를 사용한다. 그러나 진심으로 화가 났을 때는 말투와 행동이 달라지기도 한다. 팬들이 붙인 별명으로는 요정님 등이 있다.
카가미 타이가 (일본어: 火神 大我)
성우 : 코니시 카츠유키 / 오노 유우키 (유년 시절 : 카이덴 미치코)
신장 : 190cm / 체중 : 82kg / 생일 : 8월 2일 / 혈액형 : A형/별자리:사자자리
세이린 고등학교 1학년 파워포워드(PF)로, 쿠로코와 더불어 작품의 주인공이다. 쉽게 욱하는 다혈질에 험악한 인상 탓에 언뜻 무서워 보이지만, 실은 단순 무식한 열혈 남자이다. 항상 말이 없고 무표정인 쿠로코와는 매번 티격태격하는 사이다. 점프력이 뛰어나다(아직 단련되지는 않았지만 능력은 기적의 세대 수준이다).
중학교 시절에 처음으로 덩크를 하고 하루종일 텐션이 올라가 있었다. 미국에서 귀국했기 때문인지, 일본 문화를 이상하게 이해하는 경우가 종종 있다.
두 갈래로 나누어진 눈썹과 근육질의 훌륭한 체구를 가지고 있다.
아버지가 일 때문에 미국에 남아 있어 현재는 WC 본선 장소 근처에 있는 아파트에서 혼자 생활 중이며, 사생활은 검소하고, 방에는 최소한의 가구와 농구 관련 도구밖에 없다. 집안일은 스스로 해내고 있으며 이 때문인지 동아리의 합숙에서는 자신이 직접 요리를 대접하기도 한다.
아이다 리코 (일본어: 相田 リコ)
성우 : 후지무라 아유미 / 사이토 치와
신장 : 156cm / 생일 : 2월 5일 / 혈액형 : A형
세이린 고등학교 2학년으로 농구부의 매니저이자 코치 겸 감독이다. 스포츠 트레이너인 아버지의 영향으로, 체격만 보면 신체 능력을 모두 수치화 할 수 있는 능력을 지녔다. 맡은 역할을 모두 잘 해내는 편이지만 요리 실력만큼은 최악이다. (전골에 과일을 넣는다. 그래도 과일이면 다행이다. 비타민도 넣는다. 모두들 쓰러질 정도이다.) “리코땅♡(リコたん♡)”이라는 별명을 가지고 있다.
작전 입안, 스케줄 관리, 교육 메뉴 만들기 등을 담당하고 있으며, 어린 시절부터 운동 선수의 데이터와 육체를 아버지와 함께 봐왔기 때문에 “읽어내는 눈”을 가지고 있다. 이것으로 상대방의 운동 능력을 알 수 있다고 한다. 가슴이 B컵이라 F컵인 모모이 사츠키한테 놀림을 당한다.
휴가 쥰페이 (일본어: 日向 順平)
성우 : 카와다 신지 / 호소야 요시마사
신장 : 178cm / 체중 : 68kg / 생일 : 5월 16일 / 혈액형 : A형
세이린 고등학교 2학년으로 포지션은 슈팅 가드(SG)이며, 등번호는 4번이다. 세이린 고교 농구부 주장으로, 평소엔 팀 내의 지주 역할이지만 예전에 아이다 리코가 슛이 안 들어갈 때마다 아끼는 피규어를 부셔서 성격이 더러워졌다. 팀의 3점 슈터이다. 한번 농구 스위치가 들어가면 성격이 매우 더러워진다. 스위치가 들어갔을 때는 슛을 절대 실패하지 않는다. “풋쯘 메가네(プッツンメガネ)”이라는 별명을 가지고 있다.
이즈키 슌 (일본어: 伊月 俊)
성우 : 노지마 히로후미
신장 : 174cm / 체중 : 64kg / 생일 : 10월 23일 / 혈액형 : A형
세이린 고등학교 2학년으로 포지션은 포인트 가드(PG)이며, 등번호는 5번이다. 냉철한 성격으로 통칭 “독수리의 눈(鷲の目)”을 사용해 플레이 메이커 역할을 맡고 있지만, 실제로는 썰렁 개그로 분위기를 다운시키는 역할을 하고 있다. 썰렁 개그를 적은 수첩을 갖고 다닌다. 가족들도 썰렁 개그를 한다. 썰렁 개그를 하는 상황마다 '이즈키 죽어'라는 대사를 듣기도 하지만 꿋꿋하다. 잘생겼다는 설정이 있다.
코가네이 신지 (일본어: 小金井 慎二)
성우 : 에구치 타쿠야
신장 : 170cm / 체중 : 67kg / 생일 : 9월 11일 / 혈액형 : B형
2학년 F(포워드)로 등번호는 6번이다. 고양이 눈의 소유자로 목소리가 하이톤이다. 미토베의 통역자이다.
미토베 린노스케 (일본어: 水戸部 凛之助)
성우 : 오카바야시 후미히로 / 이노우에 츠요시
신장 : 186cm / 체중 : 78kg / 생일 : 12월 3일 / 혈액형 : A형
2학년으로, 포지션은 PF (1년간) → C로 변경했다. 등번호는 8번이다. 말 대신 행동과 표정으로 대화한다. 유일하게 통역을 해주는 코가네이의 덕분에 소통이 불편하진 않다. 특기는 훅 슛에서 덩크를 해낼 높이도 있다.
츠치다 사토시 (일본어: 土田 聡史)
성우 : 이노우에 고
신장 : 176cm / 체중 : 70kg / 생일 : 5월 1일 / 혈액형 : AB형
세이린 멤버들 중, 유일하게 여자친구(연인)가 있다.
키요시 텟페이 (일본어: 木吉 鉄平)
성우 : 하마다 켄지
신장 : 193cm / 체중 : 81kg / 생일 : 6월 10일 / 혈액형 : O형
2학년 C(센터)로, 등번호는 7번이다.
무관의 오장 중 하나로, 하나미야 마코토에 의해 왼쪽 무릎이 정상이 아니다. 매 시합마다 단단하게 압박 붕대를 묶어서 나가는 것이 대부분이며 '늦게 내는 권리'로 페이크를 한 번 더 넣을 수 있는 것이 장점이다. 유유부단하며 '즐기면서 가자'라는 말을 입에 달고 산다. 대책없이 나서는 것이 문제이지만, 언제나 즐거워 보이며 감정 표현에 솔직하다. 공을 한 손으로 잡을 수 있다. 세이린 농구부를 만들었다.
후리하타 코우키 (일본어: 降旗 光樹)
성우 : 미즈타니 나오키
신장 : 170cm / 체중 : 60kg / 생일 : 11월 8일 / 혈액형 : O형 포지션:PG
갈색 머리가 특징으로, 애칭은 “후리”이다. 좋아하는 여자가 “어느 쪽에서든 제일이 되면 사귀어 줄게”라고 했기 때문에 농구로 최고가 되기로 목표를 정했다. 특기는 레이업이다.
후쿠다 히로시 (일본어: 福田 寛)
성우 : 사사키 히로오
신장 : 180cm / 체중 : 70kg / 생일 : 4월 26일 / 혈액형 : A형
1학년 C(센터)로, 등번호는 13번이다.
카와하라 코우이치 (일본어: 河原 浩一)
성우: 요시모토 야스히로
신장 : 175cm / 체중 : 64kg / 생일 : 5월 18일 / 혈액형 : B형
1학년 SF(스몰 포워드)로, 등번호는 15번이다.
테츠야 2호 (일본어: テツヤ2号)
성우 : 노지마 히로후미
세이린에서 기르는 강아지이다. 쿠로코가 주워왔다. 등번호는 16번으로, 통칭 “2호”이다.
타케다 켄지 (일본어: 武田 健司)
농구부의 고문으로, 지팡이를 짚고 떨며 학생들을 지켜보는 나이 든 교사이다.

## 카이조 고교
키세 료타 (일본어: 黄瀬 涼太)
성우 : 오오하라 타카시 / 키무라 료헤이
신장 : 189cm / 체중 : 77kg / 생일 : 6월 18일 / 혈액형 : A형
등번호는 7번(테이코 중학교 시절에는 8번)이다.
카이조 고등학교 1학년으로 포지션은 스몰 포워드(SF)이다. 기적의 세대 올라운드 플레이어였다. 금발에 외모 또한 출중하여 모델도 하고 있다. 다른 멤버들을 애칭으로 부른다(쿠로코 테츠야를 “쿠로콧치(黒子っち)”라고 부름). 사실 애칭이라기엔 자신이 인정하는 사람에게만 ~ㅅ치를 쓴다고 한다. 자신을 기적의 세대 제일 밑바닥이라며 겸손한 태도를 보이나, 리코도 인정할 정도의 농구 센스를 보여주고 있다. 농구에서 다른 사람의 기술을 카피할 수 있다(기적의 세대 카피는 5분 밖에 못한다). 취미는 노래이며, 특기는 미네랄 워터 상표 알아맞추기(어느 회사의 것인지 마시고 알아 차릴 수 있다)이다.
카사마츠 유키오 (일본어: 笠松 幸男)
성우 : 사쿠라이 토오루 / 호시 소이치로
신장 : 178cm / 체중 : 66kg / 생일 : 7월 29일 / 혈액형 : O형
카이조 고교 3학년이자 주장으로, 포지션 포인트가드(PG)이며 등번호는 4번이다. 특기는 속도 붙은 드라이브와 3점 슛이다. 팬 관리하는 키세를 발로 찬다. 여자와 대화를 하면 말을 떤다거나 흐리고 행동이 어수룩해진다. 그치만 팀원들에게는 가차없는 성격으로, 시끄러워!라는 등의 대사를 한다. 폭력도 마다하지 않는다. 유일하게 쿠로바스 내에서 레그 슬러브를 차고 다닌다.
모리야마 요시타카 (일본어: 森山 由孝)
성우 : 히구치 토모유키
신장 : 181cm / 체중 : 67kg / 생일 : 2월 13일
카이조 고교 3학년이자 슈팅가드(SG)로, 등번호는 5번이다. 변속 슛이 특기이다. 여자 헌팅이 취미지만 번번히 실패한다. 아쉬운 꽃미남이라는 별명이 있을 정도이다. 왜 실패를 하냐 물어본다면 어딜가나 미인을 찿는다거나, "오늘은 저 여자아이를 위해 싸우겠어.", "너와 나는 운명!" 등의 대사를 줄줄이 내뱉곤 하는 것이 단점이기 때문이다.
하야카와 미츠히로 (일본어: 早川 充洋)
성우 : 노마타 카즈노리
신장 : 185cm / 체중 : 77kg / 생일 : 8월 18일
카이조 고교 2학년이자 파워 포워드(PF)로, 등번호는 10번이다. 오펜스 리바운드가 특기이다. 시합에서는 긴장으로 인해 말이 빨라지며, 특히 ら(라)행을 제대로 발음하지 못해 말을 알아듣기 힘들다.
코보리 코지 (일본어: 小堀 浩志)
성우 : 사사키 요시히토
신장 : 192cm / 체중 : 74kg / 생일 : 10월 2일
카이조 고교 3학년이자 센터(C)로, 등번호는 8번이다. 온유한 성격을 지녔다.
타케우치 겐타 (일본어: 武内 源太)
성우 : 야스모토 히로키
생일 : 3월 3일
카이조의 감독으로 사회과의 교사이다. 왠지 모르게 토오의 감독에게 은근한 라이벌 의식을 품고 있다.
나카무라 신야 (일본어: 中村 真也)
성우 : 하스이케 류조
신장 : 181cm / 체중 : 68kg
2학년 SG(슈팅 가드)로, 등번호는 9번이다.

## 슈토쿠 고교
미도리마 신타로 (일본어: 緑間 真太郎)
성우 : 유사 코지 / 오노 다이스케
신장 : 195cm / 체중 : 79kg / 생일 : 7월 7일 / 혈액형 : B형
슈토쿠 고등학교 1학년으로 포지션은 슈팅가드(SG)이며, 등번호는 6번(테이코 시절에는 7번)이다. 기적의 세대 이름난 3점 슈터였다. 쿨해보이는 외모와는 달리 괴짜스러운 성격의 소유자이다. 별자리 운세와 행운 아이템에 심각하게 집착하며 리어카를 타고 다닌다. 게자리가 좋은 날에는 슛이 엄청 잘 들어간다. 하지만 농구에 있어서는 성실한 연습파이다. ~것이다, ~인거다, ~게냐 등의 말투를 사용한다.
타카오 카즈나리 (일본어: 高尾 和成)
성우 : 야나이 히토시 / 스즈키 타츠히사
신장 : 176cm / 체중 : 65kg / 생일 : 11월 21일 / 혈액형 : O형
1학년 PG(포인트 가드)로, 등번호는 10번이다. 세이린의 이즈키보다 성능이 좋은 '호크아이'의 소유자이며, 세이린의 빛과 그림자인 카가미와 쿠로코처럼 슈토쿠에서 미도리마와 함께 연계플레이를 해낸다. 쾌활한 성격이며 담당 성우가 가수여서일까 노래도 잘 부른다. 미도리마를 신쨩이라고 부르는 친숙함을 지녔다. 중학교 시절에 기적의 세대에게 지고 나서 미도리마를 라이벌로 의식 하고 있었다. 그런데 고등학교에 올라오니 미도리마가 같은 팀이 되어 미도리마에게 인정받으려 한다.
오오츠보 다이스케 (일본어: 大坪 泰介)
성우 : 사토 켄스케
신장 : 198cm / 체중 : 98kg / 생일 : 4월 20일
3학년 농구부 주장으로, 등번호는 4번이다. 미도리마의 3번 억지를 받아주기도 하고. 슈토쿠 멤버들에게 조언도 해준다. 특히나 미야지의 무서움을 존경심으로 바꾸어 놓는 대사를 타카오와 미도리마에게 말한 적 있다.
미야지 키요시 (일본어: 宮地 清志)
성우 : 쇼지 마사유키
신장 : 191cm / 체중 : 77kg / 생일 : 11월 11일
3학년 SF(스몰 포워드)로, 등번호는 8번이다.
미도리마의 억지에 빈번히 '파인애플 던진다'와 같은 위협적인 반응을 취한다. 또한, 키무라네가 채소가게를 하고 있기 때문에 채소가게의 경트럭을 이용하여 '키무라네 트럭으로 받아버린다'라는 발언을 한 적 있다. 또한 아이돌을 좋아해 굿즈를 가지고 다니기도 하며, 간혹 미도리마의 럭키 아이템이 아이돌 관련이라면 가끔씩 빌려주기도 한다.
키무라 신스케 (일본어: 木村 信介)
성우 : 사토 비이치
신장 : 187cm / 체중 : 80kg / 생일 : 8월 6일
3학년 PF(파워 포워드)로, 등번호는 5번이다. 집이 채소가게를 한다.
나카타니 마사아키 (일본어: 中谷 仁亮)
성우 : 요시카이 키요히토
생일 : 6월 3일
세이린의 여감독 아이다 리코의 아버지와 친구사이다. 하루에 세 번까지 미도리마의 억지를 봐준다.

## 토오 고교
아오미네 다이키 (일본어: 青峰 大輝)
성우 : 스와베 쥰이치
신장 : 192cm / 체중 : 85kg / 생일 : 8월 31일 / 혈액형 : B형
토오 고등학교 1학년으로 포지션은 파워 포워드(PF). 등번호는 5번 (테이코 중에서는 6번). 기적의 세대의 에이스였다. 까무잡잡한 피부에 날카로운 눈매, 그리고 항상 자신만만한 표정이 특징. 실제 성격도 건방져 보일 정도로 자신감이 넘친다. 개화이후 연습에 참여를 안하고 자주 경기에 지각한다. ( 연습에 나오라는 선배의 말에 머리를 무릎으로 까는둥 대단한 행동을 보였다. ) 어릴때부터 길거리 농구를 해와 변칙적인 스타일과 2점슛은 어떤자세로든 들어가는 것이 특징. 쿠로코의 전 히카리.
모모이 사츠키 (일본어: 桃井 さつき)
성우 : 오리카사 후미코
신장 : 161cm / 생일 : 5월 4일 / 혈액형 : A형
토오 고등학교 1학년으로 테이코 중학교 시대부터 매니저를 맡고있는 “기적의 세대”와는 동기인 여학생. 정보수집과 분석능력이 뛰어나 선수들에게 큰 도움을 주는 매니저. 쿠로코에게 호의(연애감정)를 안고 있으며, 자칭 “쿠로코의 여자친구”. 가슴이 F컵으로 거유이다. 이 때문인지, 빈유인 아이다 리코를 가슴의 크기로 비웃기도 한다.
아오미네 다이키와 소꿉친구이다. 요리를 못한다.(얘도 리코 과다. 비타민을 음식에 넣는달까.)
이마요시 쇼이치 (일본어: 今吉 翔一)
성우 : 나카이 카즈야
신장 : 180cm / 체중 : 71kg / 생일 : 6월 3일 / 혈액형 : AB형
토오고의 캡틴. 포지션은 포인트가드(PG). 등번호는 4번.
슈토쿠 고교의 타카오 카즈나리와 키리사키 제1고교의 하나미야와 같은 중학교 선배이며, 시합 중에서 버저비터가 특기인 선수. 간사이 지방 방언을 사용한다. 지능적이다.
사쿠라이 료 (일본어: 桜井 良)
성우 : 시마자키 노부나가
신장 : 175cm / 체중 : 59kg / 생일 : 9월 9일 / 혈액형 : A형
1학년 SG. 등번호는 9번.
릴리스가 빠른 슛이 특기, 항상 '죄송합니다'를 입에 달고 산다. 여성스러운 성격으로 요리가 특기. 휴가 쥰페이에게 사과버섯이라는 별명을 얻음.
와카마츠 코스케 (일본어: 若松 孝輔)
성우 : 토리우미 코스케
신장 : 193cm / 체중 : 85kg / 생일 : 4월 16일 / 혈액형 : A형
2학년 C. 등번호는 6번. 상당한 다혈질로 평소 제멋대로인 아오미네에게 불만이 많다.
스사 요시노리 (일본어: 諏佐 佳典)
성우 : 무라카미 유우야
신장 : 190cm / 체중 : 80kg / 생일 : 6월 15일
농구부 부주장. 3학년 SF. 등번호는 7번.
하라사와 카츠노리 (일본어: 原澤 克徳)
성우 : 호시노 타카노리
생일 : 11월 22일
농구부 감독. 과학교사.

## 요센 고교
무라사키바라 아츠시 (일본어: 紫原 敦)
성우 : 스즈무라 켄이치
신장 : 208cm (중학교 1학년 때 186cm) / 체중 : 99kg / 생일 : 10월 9일 / 혈액형 : O형
1학년 C(센터)이며 “기적의 세대” 중 하나로, 등번호는 9번(중학교 시절 12 → 5)이다.
요센 고등학교 1학년으로 포지션은 센터(C)로, 기적의 세대 센터였다. 208cm의 작품 내 최장신 인물이다. 농구를 재미없어하지만 그래도 잘한다. 항상 과자를 들고 다니는 아이 같은 성격이라 어떤 일을 해도 서툴고 매번 길을 잃어버린다고 한다. 과자를 사는데 돈을 다 쓴다. 가장 좋아하는 과자는 “네루네루네”이다. 다른 사람들을 애칭으로 부른다(예를 들면 쿠로코→쿠로코칭).
히무로 타츠야 (일본어: 氷室 辰也)
성우 : 타니야마 키쇼 (유년 시절 : 이시즈카 사요리)
신장 : 183cm / 체중 : 70kg / 생일 : 10월 30일 / 혈액형 : A형
2학년 SG(슈팅 가드)로, 등번호는 12번이다. 어린시절 미국에서 카가미와 같은 농구스승(알렉스) 아래에서 농구를 배우며 서로를 형제처럼 여겼다. 일본으로 귀국해 요센고교 2학년에 진학했다. 비교적 어른스러운 성격으로 평소 아이 같은 무라사키바라 아츠시를 잘 챙겨준다. 재능보다 노력으로 승부하려 한다.
오카무라 켄이치 (일본어: 岡村 建一 오카무라 겐이치[*])
성우 : 타케다 코우지
신장 : 200cm / 체중 : 98kg / 생일 : 9월 1일
요센 남자 농구부의 주장이다. 200cm의 장신에 상당히 고릴라를 닮은 외모 때문에 주장임에도 불구하고 부원들에게 '고릴라'로 박해 받는다. 여자에게 인기가 없는 것이 특징이다. 운동부에 들어오면 여자에게 인기가 많아진다는 주위의 말 때문에 농구를 시작하게 되었다.
후쿠이 켄스케 (일본어: 福井 健介)
성우 : 이시카와 카이토
신장 : 176cm / 체중 : 67kg / 생일 : 5월 23일
요센 고교 스타팅 중 최단신이자 막말(악담)을 하는 인물이다.
류 웨이 (일본어: 劉 偉、リュウ ウェイ)
성우 : 스사키 시게유키
신장 : 203cm / 체중 : 91kg / 생일 : 7월 19일
2학년 SF(스몰 포워드)로, 등번호는 11번이다. 203cm의 장신이며 중국인 유학생이다.
아라키 마사코 (일본어: 荒木 雅子)
성우 : 시마무라 유우
생일 : 1월 3일
요센고교 남자 농구부의 여감독으로, 체육 교사이다. 평소에 죽도를 들고다니며 종종 그것으로 부원들의 군기를 잡는다는 목적으로 팬다. 국대 시절(농구를 했었다) 리코의 아빠, 카이조 감독, 토오 감독, 라쿠잔 감독, 슈토쿠 감독과 팀원이었고 실제로 같이 경기를 했었다. 리플레이스 3권을 보면 과거가 심상치 않다.

## 라쿠잔 고교
아카시 세이쥬로 (일본어: 赤司 征十郎 아카시 세이주로[*])
성우 : 카미야 히로시
신장 : 173cm / 체중 : 64kg / 생일 : 12월 20일 / 혈액형 : AB형
라쿠잔 고등학교 1학년으로 주장으로, 포지션은 포인트 가드(PG)이며 등번호는 4번이다. 기적의 세대의 주장이었으며 승리하는 것을 매우 당연하게 여긴다. 붉은 머리에 오드아이를 가지고 있다. 인격이 두 개라는 설이 있다. 이름을 해석하면 기적의 세대 + 라쿠잔을 통솔했다. 라는 의미가 된다.
자주 머리가 높다고 얘기를 해오는데, 아마 자신의 키가 작아서 ( ... ) 라고 팬들 사이에서 얘기가 나온다.
"날 거스르는 자는 부모라도 죽인다"라는 중2병 대사를 치기도 하지만 정말로 자신의 아버지에게 정신적 학대를 당했다.
네부야 에이키치 (일본어: 根武谷 永吉)
성우 : 후지와라 타카히로
신장 : 190cm / 체중 : 94kg / 생일 : 4월 30일 / 혈액형 : O형
2학년 C(센터)로, 등번호는 8번이다. 무관의 오장 중 한명으로 카가미보다 왕성한 식욕을 자랑한다. 카가미도 대단하다고 생각을 할 정도이다.
미부치 레오 (일본어: 実渕 玲央)
성우 : 하타노 와타루
신장 : 188cm / 체중 : 74kg / 생일 : 9월 23일 / 혈액형 : A형
2학년 SG(슈팅 가드)로, 여자같은 남자의 오카마다. 무관의 오장이며 3점 플레이가 주특기이다. 여성스러운 말투를 쓰지만 키는 188인게 함정이다. 아카시와 라쿠잔 내에서 제일 친해보이는 인물이며, 아카시도 미부치를 이름인 레오라고 부르고 있다.
그가 신는 농구화는 여성용이다.
코타로 등등의 이들에게 레오네(레오누나)라고 불리고 있다.
아카시를 '세이쨩'이라는 별명으로 부른다.
하야마 코타로 (일본어: 葉山 小太郎)
성우 : 마스다 토시키
신장 : 180cm / 체중 : 68kg / 생일 : 7월 25일 / 혈액형 : B형
2학년 SF(스몰 포워드)로, 등번호는 7번이다.
무관의 오장으로, 고양이 눈매에 매사 텐션이 올라가 있다. 그치만 지는 것에는 갚아준다는 신념이 강하다. 빠른 드리블이 주특기이다.
마유즈미 치히로 (일본어: 黛 千尋)
성우 : 오오사카 료타
신장 : 182cm / 체중 : 69kg / 생일 : 3월 1일 / 혈액형 : AB형
3학년 PF(파워 포워드)로, 3학년에서는 유일한 스타팅 멤버이다. 등번호는 5번이다.
쿠로코 테츠야가 구형 식스맨이라면 마유즈미는 신형 식스맨으로, 슛과 미스디렉션 모두를 구사할 수 있는 사람이다. 유일한 라쿠잔 내에서의 고등학교 3학년이며, 여태 3군을 걸어왔지만 올해로 아카시에게 스카웃 당했다.
쿠로코와 마찬가지로 독서를 취미로 하지만, 이쪽은 라이트 노벨을 애독하고 있다.

## 키리사키 제1고교
하나미야 마코토 (일본어: 花宮 真)
성우 : 후쿠야마 쥰
신장 : 179cm / 체중 : 67kg / 생일 : 1월 12일 / 혈액형 : AB형
농구부 주장 겸 감독이다. 2학년 PG(포인트 가드)로, 등번호는 4번(1학년 때는 9번)이다.
키요시 텟페이의 다리를 다치게 한 장본인이며 러프 플레이를 한다. 거미줄이라며 상대를 경기 도중 심판의 눈을 피해 부상을 입게 하는 것을 즐기며 상당히 악취미적이다. 뻔뻔하게도 다치게 하고 나서 사과를 건성으로 한다든지, 혹은 그런 적 없다며 시치미를 떼기도 한다. 사실 이런 러프 플레이는 하나미야의 머리가 매우 똑똑하기 때문에 가능하다. (머리가 제일 좋다고 공식에서 언급했다.)
무관의 오장이며 이마요시 쇼이치와 같은 학교였었다.
카카오 100%를 좋아한다.
세토 켄타로 (일본어: 瀬戸 健太郎)
성우 : 시노미야 코우
신장 : 190cm / 체중 : 76kg
2학년 C(센터)로, 등번호는 5번이다. 시합 할 때마다 머리를 정리하고 나간다. 왠지 모를 키리사키의 히든카드이다.
후루하시 코지로 (일본어: 古橋 康次郎)
성우 : 쿠와바타 유우스케
신장 : 186cm / 체중 : 73kg
2학년 SF(스몰 포워드)로, 등번호는 7번이다. 썩은 생선(동태)눈을 가지고 있으며 러프 플레이가 주특기이다.
하라 카즈야 (일본어: 原 一哉)
성우 : 후세가와 카즈히로
신장 : 188cm / 체중 : 75kg
2학년 PF(파워 포워드)로, 등번호는 10번이다. 풍선껌을 매일 씹고 다니며 머리가 눈을 가린다.
야마자키 히로시 (일본어: 山崎 弘)
성우 : 이와세 슈헤이
신장 : 188cm / 체중 : 75kg
2학년 SG(슈팅 가드)로, 등번호는 8번이다.

## 세이호 고교
츠가와 토모키 (일본어: 津川 智紀)
성우 : 후루시마 키요타카
신장 : 180cm / 체중 : 68kg / 생일 : 3월 5일 / 혈액형 : B형
1학년 SG(슈팅 가드)로, 등번호는 10번이다. 중학교 시절 테이코와의 경기에서 키세를 20점 이내로 막았다. 카가미에게 망할 문어녀석이라 불리지만 카가미를 곤란하게 한 1학년이다.
이와무라 츠토무 (일본어: 岩村 努)
성우 : 요시카이 키요히토
신장 : 187cm / 체중 : 87kg
농구부 주장으로, 3학년 C(센터)이다. 등번호는 4번이다.
카스가 류헤이 (일본어: 春日 隆平)
성우 : 하야시 유우키
신장 : 179cm / 체중 : 66kg
3학년 PG(포인트 가드)로, 등번호는 5번이다. 스쿠프슛이 특기이다.
사카모토 켄지로 (일본어: 坂本 健二郎)
3학년 SF(스몰 포워드)로, 등번호는 7번이다.
오오무로 요시카즈 (일본어: 大室 義一)
3학년 PF(파워 포워드)로, 등번호는 8번이다.
마츠모토 유키노리 (일본어: 松本 郁憲)
농구부 감독이다.

## 후쿠다 종합학원 고교
하이자키 쇼고 (일본어: 灰崎 祥吾)
성우 : 모리타 마사카즈
신장 : 188cm / 체중 : 78kg / 생일 : 11월 2일 / 혈액형 : B형
1학년 SF(스몰 포워드)로, 등번호는 6번(중학시절은 13→8)이다.
중학교 1학년부터 2학년 초반까지 기적의 세대와 함께 활동했던 테이코 중학교 농구부의 스타팅 멤버였지만, 워낙에 문제가 많아 뒤늦게 입부한 키세가 점점 실력을 쌓아가면서 퇴부당했다. 특기는 강탈로, 상대의 능력을 뺏어와 사용하지 못하게 한다.
이시다 히데키 (일본어: 石田 英輝)
성우 : 이마루오카 아츠시
신장 : 180cm / 체중 : 71kg
농구부 주장이다. 3학년 PG(포인트 가드)로, 등번호는 4번이다.
퀵네스와 고정 밀도의 외곽 슛을 앞세운 전국 단골의 실력자 예의를 중히 여기는 성격으로 하이자키에 의해 팀이 변해버린 것을 걱정하고 있다.
모치즈키 카즈히로 (일본어: 望月 和宏)
성우 : 오오쿠마 켄타
신장 : 183cm / 체중 : 69kg
2학년 SG(슈팅 가드)로, 등번호는 11번이다.
스킨 헤드가 특징이다. 특종 슛을 잘하는 선수이다.

## 테이코 중학교 시절
니지무라 슈조 (일본어: 虹村 修造)
성우 : 오키아유 료타로
신장 : 179cm / 체중 : 67kg / 생일 : 7월 10일
기적의 세대의 한학년 선배로, 아카시의 선대 테이코 농구부 주장이다. 등번호는 4 → 9이다.
스피드와 파워에 뛰어난 PF(포인 가드)에서 기적의 세대가 두 각을 나타내기 전에는 중학 넘버 1으로 평가된 정도의 선수이다. 그 열혈 성격을 앞세운 플레이와 리더십에서 괴한들이 운집한 기적의 세대를 마무리하고 있었다. 공수의 사용자라는 한 면을 갖고 당시부터 문제아였던 하이자키도 강제로 따르고 있었다. 한편으로 냉정하고 사려깊은 측면도 있어 기적의 세대가 일찍부터 자신들 상급생을 넘어설 것이라고 예견했다. 특히 아카시를 높이 평가하고 1학년 때부터 그를 부주장으로 취임시킨다. 2연패가 걸린 전국 중앙회 직전에는 자신의 은퇴를 기다리지 않고 후임 주장으로 지명한다. 여기에는 당시 자신의 아버지가 중병으로 입원했기 때문에, 평온하게 경기에 임하지 않았다는 사정도 관계있다. 주장 퇴임 후 키세의 대기 SF에 골인되고 다른 상급생과 함께 전 이틀 연패에 공헌한다. 전 이틀 연패 후 눈물없이 은퇴했다. 별명은 홍선배이다.
시로가네 코조 (일본어: 白金 耕造)
성우 : 후지와라 타카히로
신장 : 176cm / 체중 : 64kg / 생일 : 12월 3일 / 혈액형 : A형
테이코 중학교의 감독이다.
사나다 나오토 (일본어: 真田 直人)
성우 : 코야스 타케히토
신장 : 179cm / 체중 : 65kg / 생일 : 3월 24일 / 혈액형 : A형
테이코 중학교의 코치이다.

## 그 외
아이다 카게토라 (일본어: 相田 景虎)
성우 : 미키 신이치로
신장 : 181cm / 체중 : 75kg / 생일 : 2월 6일 / 혈액형 : A형
세이린의 여감독 아이다 리코의 아버지이다. 현재는 헬스 트레이너이며, 과거에는 국가대표 농구 선수였다. 이때 '토라'라는 닉네임을 가졌었다. 다른 사람에게 별명을 붙이는 것이 취미이다. 딸과 마찬가지로 읽어내는 눈을 가지고 있으며, 딸보다 정확하게 상대의 육체의 데이터를 분석할 수 있다.
알렉스 산드라 가르시아 (일본어: アレクサンドラ・ガルシア)
성우 : 카이다 유키
신장 : 180cm / 생일 : 8월 8일 / 혈액형 : B형
카가미와 히무로의 어린시절 농구 스승이다. 한 때는 WNBA에도 출전한 농구선수였지만, 시력 악화를 원인으로 은퇴한 후 카가미와 히무로를 만났다. 현재 (200화 기준) 윈터컵을 관람하러 일본에 와있다.
오기와라 시게히로 (일본어: 荻原 シゲヒロ)
성우 : 하야시 유
신장 : 177cm / 체중 : 66kg / 생일 : 8월 10일
쿠로코의 초등학교 시절의 소꿉 친구로, 그에게 농구를 가르친 인물이다. 등번호는 7번이다.
정말 농구를 좋아하는 밝은 소년이었다. 부모의 전근에 의한 쿠로코와 헤어지지만 언젠가 중학 무대에서 싸운다는 약속을 맺고 자신은 메이코 중학교 농구부에 가입한다. 2학년 때엔 쿠로코네 팀과 대전하기 전에 패배하여 경기에서 만나지 못하고, 3년 때에는 결승전에서 쿠로코네 팀과 대결하게 되지만, 기적의 세대의 점수 놀이 형태로 참패한다. 이 사건으로 인해 마음이 꺾여버려 농구를 은퇴하고, 곧 전학을 가게 된다. 이후 다시 농구를 시작한 것으로 보인다. 중학 시절의 동료인 모치다와 함께 WC 결승전 행사장을 찾아 세이린에 성원을 보낸다. 웃는 얼굴로 농구공을 가지고 있는 모습을 보이며 세이린이 재기할 계기가 되었다. 그 뒤 쿠로코와 메일 주소를 서로 교환한다.